# Franziskanerkloster Attendorn

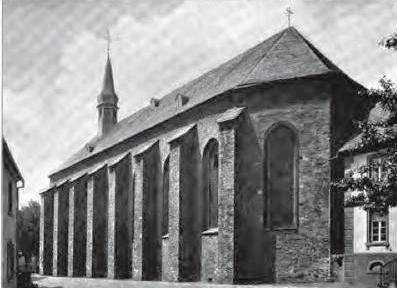
Klosterkirche von Südosten (Aufnahme von 1901)

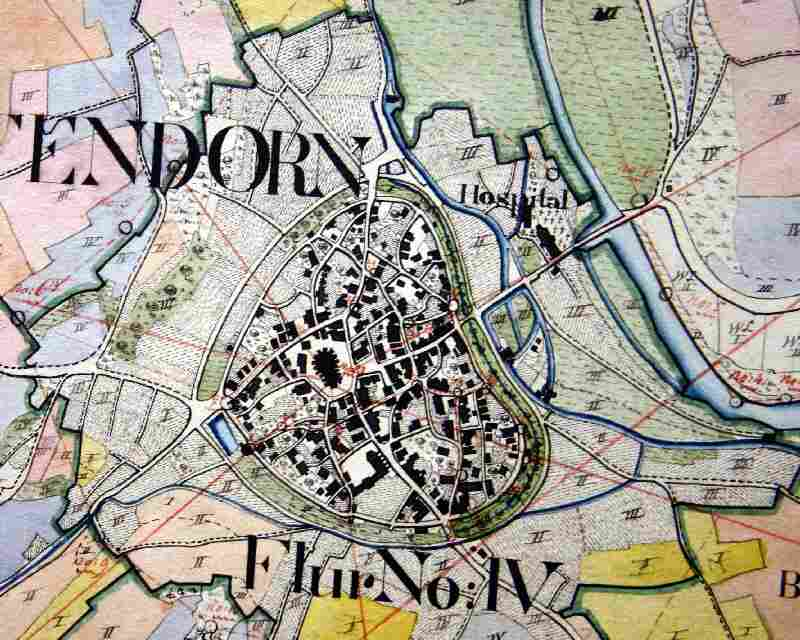
Histor. Stadtplan Attendorns

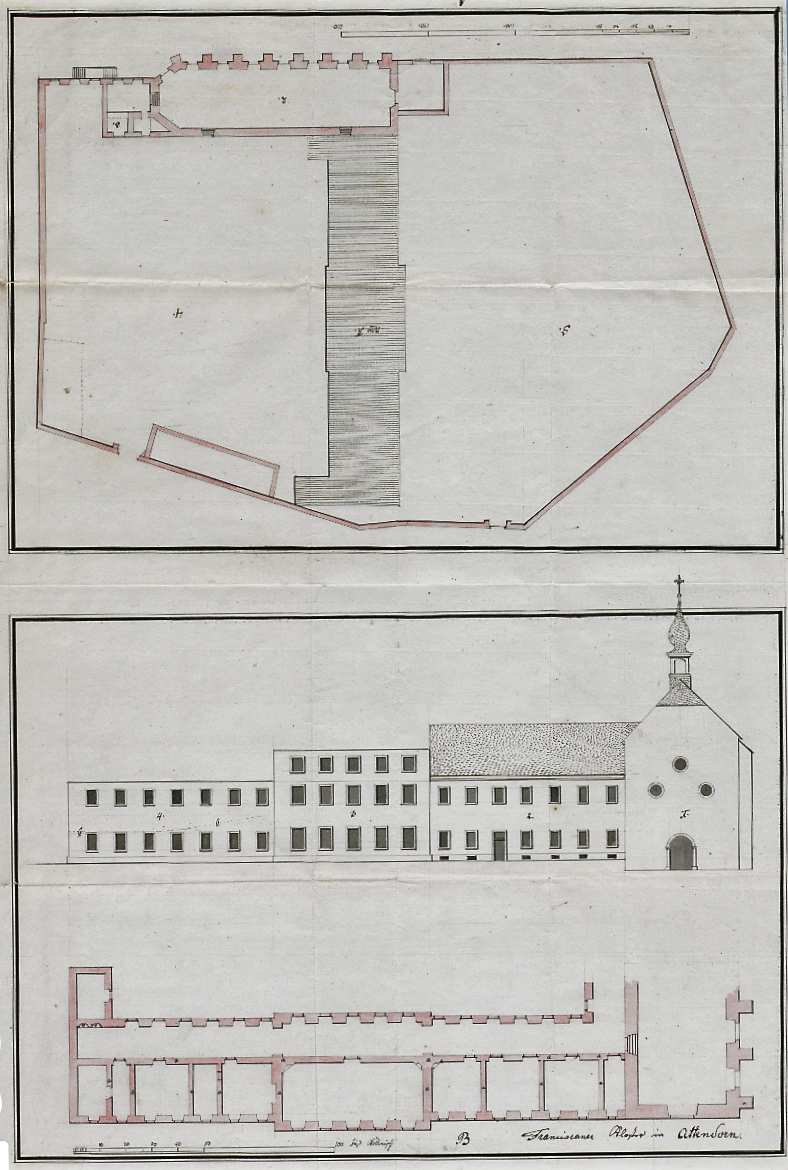
Franziskanerkirche, Lageplan, Ansicht und Grundriss (1803)

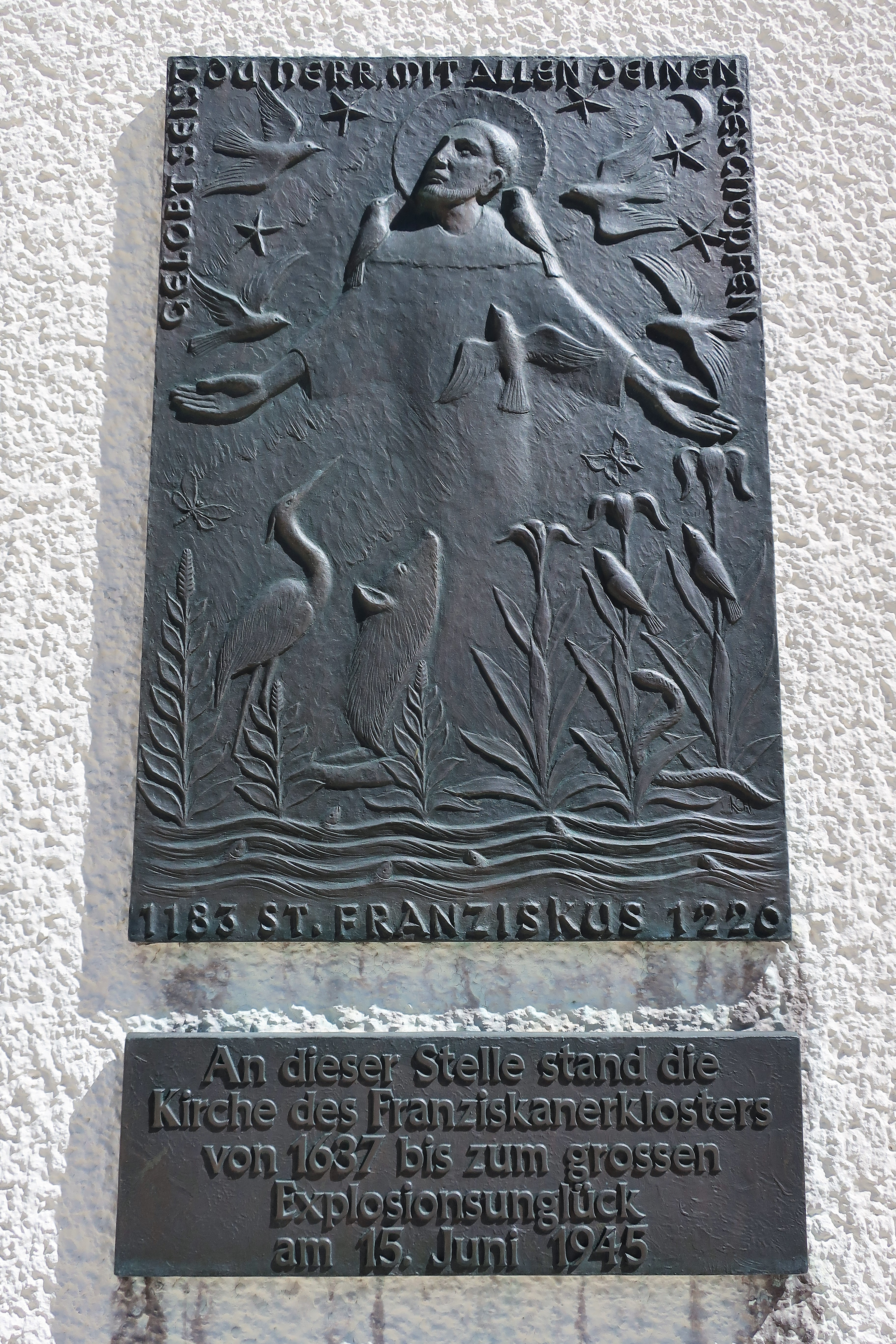
Infotafeln Franziskanerkloster

Das Franziskaner-Kloster zur Schmerzhaften Mutter („mater dolorosa“) in Attendorn wurde im 17. Jahrhundert von Franziskaner-Observanten gegründet. Im Zweiten Weltkrieg wurde der am heutigen Klosterplatz befindliche Gebäudekomplex durch eine Explosion zerstört.

## Geschichte und Entwicklung
Am 5. September 1636 erteilte der Erzbischof von Köln Ferdinand von Bayern den Franziskanern der 1633 nach der Reformation wiedergegründeten Thüringischen Ordensprovinz (Thuringia) die Erlaubnis, in Attendorn eine Niederlassung zu gründen. Zwei Jahre später stimmte der Stadtrat dem zu, betonte aber zugleich, dass die Patres die Jugend in den „freien Künsten“ und in der katholischen Lehre unterrichten sollten. Hierfür mieteten die Franziskaner nun in der Stadt ein Haus und richteten dort außerdem eine Kapelle ein.

### Klostergebäude
Von 1648 bis 1656 erfolgte der Bau einer eigenen Kirche und eines Klosters. Die Kirche musste später wieder abgerissen und neu aufgebaut werden, da sie wegen eines Baufehlers einzustürzen drohte. Die neue Klosterkirche wurde vom Baumeister Ambrosius von Oelde, einem Kapuzinerbruder, geplant und 1682 durch den Kölner Weihbischof Johann Heinrich von Anethan geweiht. Zwei schwere Brände vernichteten 1742 und dann noch einmal 1783 große Teile der Gebäude (Kirche, Kloster und Schule). Die Kirche wurde von 1784 bis 1790 wieder aufgebaut. In ihr wurden zahlreiche Mitglieder der Familie von Fürstenberg beigesetzt. Das Kloster konnte in verkleinerter Form 1804 neu bezogen werden.
Nach der Aufhebung des Klosters infolge der Säkularisation durfte die Stadt Attendorn ab 1822 das Gebäude zusammen mit Garten, Inventar und dem übrigen Zubehör für das städtische Progymnasium nutzen. Auch heute noch ist mit dem Rivius-Gymnasium die höchste Schule der Stadt Attendorn dort untergebracht. Die Klosterkirche stand bis 1838 leer, bis sie von einem Landwehr-Bataillon als Zeughaus verwendet wurde. Von 1888 bis 1898 blieb sie wieder ohne Funktion. 1898 mieteten Franziskaner der Sächsischen Ordensprovinz (Saxonia) die Kirche an, bis sie 1945 erst durch einen Luftangriff beschädigt und dann nach Kriegsende bei einer Munitionsexplosion größtenteils zerstört wurde. Trotz der Proteste einiger Bürger wurde sie daher 1951 abgerissen. An ihrer Stelle entstanden das Rathaus und die Zentrale der Sparkasse Attendorn. Das Portal blieb erhalten und wurde 2020 auf dem Klosterplatz neu aufgebaut.

### Herkunft der Franziskaner
Die Franziskaner stammten überwiegend aus Bürger- und Bauernfamilien aus dem Sauerland, der Eifel, dem Westerwald, aus Limburg, Fulda, Utrecht und der Diözese Mainz. Die Konventsstärke betrug bis zu 41 Personen (1783). Bei der Aufhebung 1822 waren es noch 4 Patres und 4 Laienbrüder.

### Gymnasium
Zu den wichtigsten Aufgaben der Franziskaner gehörten neben dem Schulunterricht die Unterweisung im Katechismus sowie die Mithilfe bei der Seelsorge. Hinzu kamen Armenfürsorge und Armenspeisung.
Lange Zeit leiteten die Franziskaner ein Gymnasium, an dem sie humanistischen Unterricht erteilten.
Mit dem humanistischen Unterricht begannen die Franziskaner an der „Gymnasium Marianum Seraphicum“ genannten Schule ab 1639. Für Schüler, die die Absicht hatten, sich dem Orden anzuschließen („fratres studentes“), ermöglichten sie hier von 1647 bis 1783 das Studium für Philosophie und Theologie. Die Schule richtete man 1784 in den unteren Räumen des Rathauses ein. Die „fratres studentes“ jedoch waren schon ein Jahr vorher mit ihren Lektoren nach Marienthal gezogen.
Zeitweise gab es in der Unterrichtsanstalt bis zu 60 Schüler. 1803 waren es nur noch 25. Die neuen hessischen Machthaber wandelten das Gymnasium nach 1803 in eine so genannte Bürgerschule um.

### Liste der Guardiane
In den Quellen wird die Niederlassung „Conventus ad beatam Mariam Virginem Dolorosam“ (1639) genannt. Oberer des Konvents war der „Guardian“ mit seinem Stellvertreter, dem „Vicarius“. Beide wurden vom Provinzkapitel der Thuringia gewählt, in der Regel für drei Jahre. Betreuer der Studierenden war der „Instructor iuvenum“. Außerdem werden Studienpräfekten, Magister und Lektoren des Gymnasiums erwähnt. Aus der Literatur sind folgende Guardiane bekannt:
- 1638 Melchior Hoen
- 1640 Ägidius (von) Brüssel
- 1641 Franz Weyer
- 1644 Konrad Meelbaum
- 1646 Ägidius de la Motte
- 1647 Lambert Weyer
- 1649 Arnold Fabri
- 1650 Georg Kühl
- 1652 Petrus Felden
- 1653 Bernardin Joachimi
- 1655 Klemens Vigener
- 1659 Bernhard Anting
- 1660 Klemens Vigener
- 1661 Philipp Debus
- 1663 Klemens Vigener
- 1664 Johannes Caron
- 1666 Theodor Warnott
- 1669 Klemens Vigener
- 1672 Bernhard Quadbach
- 1674 Matthias Rüthen
- 1676 Robert van Heer
- 1677 Bonifatius Muth
- 1680 Klemens Vigener
- 1681 Nikolaus Penten
- 1683 Melchior Hellesfort
- 1686 Leo Raymackers
- 1689 Alexander Fehr
- 1690 Matthias Rüthen
- 1693 Didacus Mincklers
- 1697 Bernhard Penten
- 1700 Hubert Quadbach
- 1702 Konrad Harnischmacher
- 1705 Rufin Beck
- 1707 Bonifaz Mutz
- 1710 Johannes Ernst
- 1711 Georg Keitz
- 1713 Johannes Thony
- 1714 Georg Dolle
- 1716 Konrad Harnischmacher
- 1719 Severin Peters
- 1722 Bruno Bloer
- 1725 Nikolaus Ernst
- 1726 Sigismund Stahlhoffen
- 1726 Capristran Herrlein
- 1730 Raymund Strecker
- 1731 Raymund Strecker
- 1734 Sigismund Stahlhoffen
- 1737 Raymund Strecker
- 1740 Vitalis Pingel
- 1741 Raymund Strecker
- 1743 Timotheus Schneider
- 1744 Vitalis Pingel
- 1747 Anaklet Jung
- 1750 Raymund Strecker
- 1751 Benvenut Eickenmeyer
- 1752 Konrad Koch
- 1755 Fortunatus Molitor
- 1756 Beda Gerlach
- 1758 Marzellus Molitor
- 1761 Guido Brühl
- 1762 Guido Brühl
- 1762 Konrad Koch
- 1764 Adalar Weymer
- 1764 Gervas Knood
- 1765 Regalat Pauli
- 1766 Regalat Pauli
- 1767 Canut Otto
- 1770 Guido Brühl
- 1773 Raymund Fuchs
- 1776 Plazidus Lippe
- 1779 Theobald Veth
- 1782 Fakundus Koffer
- 1785 Agapit Schorr
- 1788 Fakundus Koffer
- 1791 Agapit Schorr
- 1792 Florian Egenolf
- 1794 Ulrich Tadler
- 1795 Karl Gross
- 1797 Jakob Stamm
- 1800 Karl Gross
- 1803 Cosmas Isphording
- 1806–1815 Cosmas Isphording
- 1816–1822 Honorius Kost

### Archivalien

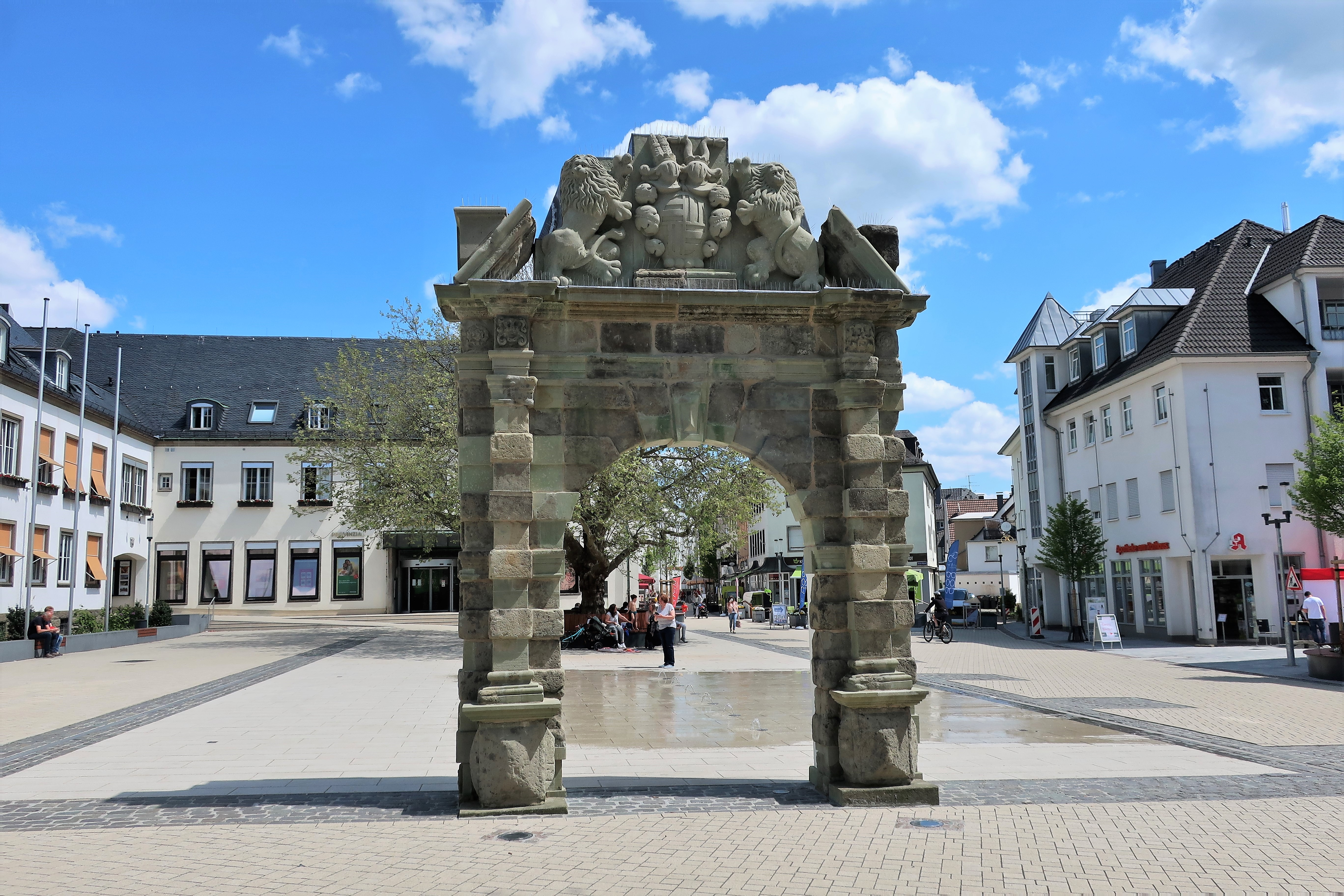
Ehemaliges Klosterportal auf dem Attendorner Rathausplatz

Durch die verschiedenen Brände sind ein Großteil des Archivs und der Bibliothek vernichtet worden. Die Archivalien sind über verschiedene Archive verstreut.

### Wiedergründung
Die Franziskaner der Saxonia, die 1893 in Nuttlar eine Niederlassung gegründet hatten, zogen 1898 nach Attendorn. Im Jahr 1927 wurde dort ein neuer Klosterbau errichtet, einige Hundert Meter weiter nördlich als der vorherige Standort. Die Gemeinschaft wurde 1931 zu einem Konvent unter Leitung eines Guardians erhoben. Im Jahr 1998 verließen die Franziskaner Attendorn, weil die Ordensprovinz aufgrund der abnehmenden Zahl von Mitgliedern den Standort aufgab.

### Der Franziskuskreis
Mit dem Weggang der Ordensbrüder entstand der Franziskuskreis, zu dem sich zahlreiche Mitglieder der ehemaligen franziskanischen Gemeinde zusammenschlossen. Sie setzen noch heute Akzente franziskanischer Spiritualität in Attendorn und darüber hinaus, wie Bibelgespräche, spirituelle Wochenenden oder Gottesdienste.
Mitglieder des Franziskuskreises sorgten dafür, dass die 1969 erbaute Klosterkirche zunächst geöffnet blieb. Zwei Jahre später wurde sie unter Protest von Attendorner Bürgern abgerissen, um Platz für das heute dort ansässige Seniorenheim  „Franziskanerhof“ zu schaffen. Die 1,5 Tonnen schwere und 8,25 Meter hohe Turmspitze ist in die Mitte eines Kreisverkehrs im Stadtgebiet platziert worden, um an die Kirche zu erinnern.